# Tuatha Dé Danann
A Tuatha Dé Danann („Danu istennő népe”) az ír és a skót mitológia népe, a Lebor Gabála Érenn („Hódítások könyve”) című középkori kézirat szerint Írország ötödik meghódítói. Valószínűleg tagjai lehettek a goidel kelta írek istenei, a keresztény kéziratok szerzői azonban a vallásos jellegű elemeket lefosztották személyükről és inkább mint hősökről és királyokról emlékeztek meg róluk.
A 12. századi leinsteri könyv egyik versének szerzője felsorol sok Tuatha Dé alakot, de a végén megjegyzi: „bár (a szerző) felsorolja, de nem imádja őket”. Kalandjaikról az ír mitológiai ciklus legendái számolnak be.
Bár a róluk szóló történetek papírra vetésekor már nem gondolták őket istennek, Goibniu (kovácsisten), Creidhne (a bronzműves) és Luchta (az ácsisten) úgy szerepelnek, mint Trí Dé Dána, azaz „a mesterségek három istene”. A Dagda nevét a középkori szövegek úgy értelmezik: „a jó isten”. Az is jelzi, hogy eredetileg isteneknek gondolták őket, hogy például Lugh Lámfhota, Mórrígan, Aengus és Manannan mac Lir olyan történetekben is megjelennek, amelyek évszázadokkal a Tuatha Dé Danann eltűnése után játszódnak. A kelta világban számos olyan isten van, akik a Tuatha Dé alakjaival párhuzamosak: Nuada megfelel a brit Nodens istennek, Lugh Lámfhota a pán-kelta Lughusnak, Tuireann a gall Taranis rokona, Ogma Ogmiosé, Badb Catuboduáé.

## Történetük a legendák szerint
A Lebor Gabála szerint a Tuatha Dé Danann a mai Görögország területéről származik. Később azonban északra vándoroltak, ahol négy mesebeli városban telepedtek le. Ezek: Falias, Gorias, Murias és Finias ahol okkult tudásra és képességekre tettek szert. Május 1. körül (a mai Beltaine ünnep napja) érkeztek Írországba sötét felhők hátán, de a későbbi változatok ezt úgy módosítják, hogy érkezésükkor felégették hajóikat és a felhők ezek füstjéből keletkeztek. 37 évvel a Fir Bolg nép („a zsákosok”) Írországba jövetele után, és 297 évvel az ír-gaelek érkezése előtt léptek partra Írországban.
Királyuk, Nuada Airgetlám vezetésével a sziget nyugati partján megvívták az első magh tuiredhi (Moytura) csatát, amelyben legyőzték a sziget korábbi lakóit, a Fir Bolg népet. Nuada a csatában elvesztette fél karját, ezért le kellett mondania a királyságról (mivel abban a korban testi fogyatékkal nem lehetett valaki király). Utóda a félig fomori Bres lett, aki azonban zsarnoknak bizonyult. Ekkor Dian Cécht, druida, ezüstből kart csinált Nuada számára (az Airgetlám jelentése: ezüstkezű), aki így újra elfoglalta a helyét a trónon és innentől az Ezüstkezű Nuada nevet viselte. Nuada elégedetlen volt az ezüstből való kézzel, ezért Dian Cécht fiához, Miachhoz fordult, aki húsból és vérből való új kezet adott neki. Dian Cécht féltékenységében fia gyilkosa lett.
Nuada visszatérése után Bres fomori rokonaihoz fordult segítségért. Ezután vívta meg a Tuatha Dé a második magh tuiredhi csatát, ezúttal a fomorik ellen. Nuadát megölte a fomori király Balor mérgező szeme, de Balorral végzett Lugh, aki Nuada örökébe lépett.
A harmadik csatát a hódítók következő hulláma a Míl fiai nevű nép ellen vívták, akik az Ibériai-félsziget északnyugati részéből (a mai Galíciából és Észak-Portugáliából) érkeztek, Míl Espáine leszármazottai voltak és a goidel keltákkal azonosítják őket. Míl fiai három Tuatha Dé istennővel találkoztak, Ériuval, Banbával és Fódlával, akik azt kérték, hogy róluk nevezzék el a szigetet. Banba és Fódla kérését Míl fiai elutasították, de Ériu nevéből ered a sziget mai ír neve (Éire). Írországra költői névként a későbbiekben mégis gyakran használták a Banba és a Fódla neveket is.
Férjeik, Mac Cuill, Mac Cécht és Mac Gréine, akik ebben az időben Tuatha Dé királyok voltak, háromnapos békét kértek, ami alatt a mílitáknak a parttól „kilenc hullám” távolságra kellett horgonyozniuk. Míl fiai beleegyeztek, a Tuatha Dé pedig mágikus vihart támasztott, hogy ezzel űzze el őket. A mílita költő, Amergin azonban versével lecsendesítette a tengert, népe partra szállt és Tailtiunál legyőzték a Tuatha Dé hadát. A győzelem után Amergint kérték meg, hogy ossza fel a földet a Tuatha Dé Danann és a míliták közt, ő pedig ravaszul a föld feletti részt adta Míl fiainak és a föld alattit a Tuatha Dének. A Dagda ezért a sidhek birodalmába, a föld alá vezette a Tuatha Dé Danannt.
Még a föld felett élve a Tuatha Dé Danann Carman boszorkány és három fia ellen is harcolt, akik meg akarták hódítani a szigetet, és le is győzték őket. A legendák szerint a Tuatha Dé hozta Írországba a kétlovas harci szekeret és a druidákat.

## A Tuatha Dé négy kincse
Az ír szigetre érkező Tuatha Dé Danann négy mágikus kincset hozott magával. Ezek:
- Lia Fáil, a Végzet Köve
- Claíomh Solais, a Fény Kardja (vagy Nuada kardja)
- Lugh lándzsája
- Dagda üstje.

## Tuatha Dé nagykirályok
NMÉ: a Négy mester évkönyve kronológiája; FFE: kronológia Seathrún Céitinn (Geoffrey Keating) Forus Feasa ar Erinn ("Az Írországról szóló tudás alapjai") alapján:
- Bres NMÉ Kr. e. 1897 – Kr. e. 1890; FFE Kr. e. 1477 – Kr. e. 1470
- Nuada NMÉ Kr. e. 1890 – Kr. e. 1870; FFE Kr. e. 1470 – Kr. e. 1447
- Lugh NMÉ Kr. e. 1870 – Kr. e. 1830; FFE Kr. e. 1447 – Kr. e. 1407
- Eochaid Ollathair AFM Kr. e. 1830 – Kr. e. 1750; FFE Kr. e. 1407- Kr. e. 1337
- Delbáeth NMÉ Kr. e. 1750 – Kr. e. 1740; FFE Kr. e. 1337 -Kr. e. 1327
- Fiacha NMÉ Kr. e. 1740 – Kr. e. 1730; FFE Kr. e. 1327 – Kr. e. 1317
- Mac Cuill, Mac Cecht és Mac Gréine NMÉ Kr. e. 1730 – Kr. e. 1700; FFE Kr. e. 1317 – Kr. e. 1287

## A Tuatha Dé leszármazásfa
A leszármazástábla alapja a Seathrón Céitinn és a Lebor Gabála Érenn genealógiái és a Cath Maige Tuireadh utalásai. Nem tisztázott, vajon az Elatha és Delbáeth nevű szereplők különböző alakok, vagy ugyanazon alak különböző genealógiai hagyományairól van szó. Egyes fomorik, mint Elatha vagy Balor közeli rokonságban állnak a Tuatha Dével.
```
                                        
Nemed

                                           |
                                    Iarbonel Faidh
                                           |
                                       Beothach
                                           |
                                        Iobáth
                                           |
                                         Enna
                                           |
                                        Tabarn
                                           |
                                          Tat
       ____________________________________|__________________________________
       |                                                                     |
     Allai                                                                 Indai
       |                                           __________________________|__________________________
       |                                           |                                                   |
     Orda                                         
Nét
                                               
Elatha

       |                       ____________________|______________________________________________     |
       |                       |                                    |                            |     |
    Etarlám                 Esar Brec                           Delbáeth                        Dot  
Bres

       |                       |                                    |                            |
       |                       |                                    |                            |
    Eochaid                
Dian Cecht
                            Elatha                        
Balor

       |                       |                                    |                            |
       |            ___________|___________        _________________|______________________      |
     
Nuada
          |    |     |    |     |        |         |          |       |         |      |
    (
Elcmar
)       Cu Cethen 
Cian
 
Miach
 
Airmed
   
Dagda
    Fiacha    Delbáeth   
Ogma
     Allód  
Ethniu

   (
Nechtan
)        |          |                   |                    |       |       (Ler)
  _____|____        |          |      _____________|____________        |       |         |
  |        |        |          |      |      |     |     |     |        |       |         |
Etarlám 
Nemain
  Bec-Felmas    
Lug
  
Cermait
 
Aengus
 
Bodb
 
Midir
 
Brigid
   
Boann
  
Delbáeth
  
Manannan

  |                 |                 |                                     (
Tuireann
)
  |                 |        _________|_________          ______________________|__________________________________
  |                 |        |        |        |          |      |      |       |     |      |       |      |     |

Ernmas
            
Abean
  
MacCuill
 
MacCecht
 
MacGréine
   
Fiacha
  
Brian
 
Iuchar
 
Iucharba
 
Danand
 
Goibniu
 
Credne
 
Luchta
 Ollam
  |__________________                                                                                             |
  |        |        |                                                                                             |
 
Ériu
  =  
Badb
      |                                                                                            
Aoi

Banba
  = 
Macha
      |

Fódla
 = 
Mórrígan
 = 
Anu
```

Más Tuatha Dé személyek:
- Abartach
- Beag
- Bechuille
- Brea
- Fand

## Külső hivatkozások
Angol nyelvű hivatkozások:
- Encyclopedia Mythica article on the Tuatha Dé Danann
- Timeless Myths article on the Tuatha Dé Danann Archiválva 2019. június 9-i dátummal a Wayback Machine-ben

Magyar nyelvű hivatkozások:
- A Hódítások Könyve: a hat honfoglalás
- Írország Aranykora
- James MacKillop: Kelta mítoszok és legendák. General Press Kiadó, Bp., 2006. ISBN 963-9598-83-6